# 大平サブロー
大平 サブロー（たいへい サブロー、1956年〈昭和31年〉2月24日 - ）は、日本のお笑いタレント。
大阪府大阪市生まれ、守口市育ち。豊中市在住。吉本興業大阪本部所属。旧芸名は太平 サブロー（読み同じ）。本名は芦田 秀嗣（あしだ しゅうじ）。
大阪市立此花工業高等学校（後に大阪市立此花総合高等学校と改名し閉校）卒業。
血液型はO型。2人兄弟の長男。若手芸人からは「サブロー師匠」、トミーズやハイヒールからは「サブロー兄さん（略してサブ兄）」、やしきたかじん、明石家さんま、島田紳助などからは「サブやん」と呼ばれている。

## 来歴

### デビュー - コンビ解消
高校卒業後役者をしていた時期もあったが漫才トリオ・レツゴー三匹に師事し、1976年に大平シローとともに「太平サブロー・シロー」のコンビ名で松竹芸能所属の漫才コンビとしてデビュー。
しかし、厳しいシローのツッコミに耐え切れずコンビを一時解消。サブローは鳳キング・ポーカーのポーカーと「チンカラホイ」を結成もすぐに解消し失踪、ラーメン屋を経営。シローは浮世亭ジョージと「ジョージ・シロー」というコンビを組んで凌いだ。
コンビ復活後、毎日放送の「ヤングおー!おー!」出たさに吉本興業への移籍を希望するが、吉本と松竹との協定で芸人の引き抜きは禁止されていたため、どうしようと悩んでいる所に師匠のレツゴー三匹から破門される。実は2人の移籍したい気持ちを知っていたレツゴー三匹がスムーズに吉本に行けるように破門する芝居をしていた（そのためレツゴー三匹が全員死去するまで師匠・弟子としての関係は続いた）。1年後に吉本入り。
その後、1980年代の漫才ブームの波に乗り、人気漫才コンビとしての地位を確立した。
1988年4月、吉本から独立して東京の芸能プロダクションに所属。年収は2000万円と悪くなかったが、吉本興業が太平サブロー・シローの仕事の中心を大阪での漫才としていたため、それに逆らって本格的に東京へ進出することを望んでの独立だった。独立した当初、『笑っていいとも!』出演時には「吉本ザマミロ!」などと相当毒づいていた。その後レギュラー番組を3本降ろされて、5か月後には完全に仕事を失い干された状態に陥る。これは、慰留した吉本の役員や芸人の説得を振り切って（サブローが「辞めて独立します」と幹部に言った時に、幹部から「そこまで独立したかったら辞め。その代わり何かあっても知らん」と言われたという説もある）独立したことにより、吉本がテレビ局に彼らを使わないよう圧力をかけたためであると言われる。その後、シローとのコンビはお互いの仕事観等の意見対立から喧嘩別れする形で解散し、更にプロダクションとも契約が切れて完全に干上がってしまったため、それに耐えかねて1993年にまずサブローのみが吉本に復帰した。復帰できた背景には、サブローが吉本の先輩で有力タレントである明石家さんま、島田紳助、オール巨人らに伴われて吉本に詫びたことがある。北新地の飲み屋でやしきたかじんと一緒に木村制作部長に土下座をし、許してもらえた。ただし、3か月間はノーギャラ、独立しようとするタレントへの説得、林正之助会長の墓参りなど、吉本から課せられた7つの条件を全て呑んで許された復帰だった。
ケンカ別れする形でのコンビ解消、サブロー単独での吉本復帰（後にシローも吉本復帰）などの要因で、かつての相方大平シローとは、絶縁状態とされていたが、その後に関係は修復されており、サブローがトーク番組でも「あの時シローちゃんが…」と、今でもシローの話をすることがある。
2012年2月9日 14時32分、シローが大阪市内の病院で死去したため、コンビ復活は不可能となった。

### 現在
独立時代の苦労から積極的にテレビに出演し、現在、大阪ではほぼ1週間を通してその姿を見ることができる。オレたちひょうきん族時代にシローとやすしきよしのものまね（サブローが横山やすし、シローが西川きよし）をしていたことから、最近はかつてやすしとコンビを組んでいたきよしとともに漫才コンビ「新やすし・きよし」としても活躍している。その芸の深さは西川きよしも「立ち振る舞いがそっくり」と評価、生前のやすしからは息子たちに「第二の父親として頼れ」と絶賛されるほど。本人曰く「10代からやっている、俺の青春を賭けた芸」とのこと。
2009年、『ズームイン!!SUPER』の関西ローカルパートで天気予報を担当したのを機に、気象予報士の資格を取得に向けて勉強し受験するが、不合格となる。その後再挑戦を誓うも番組の終了などで断念。

## エピソード
- 特技は溶接で、高校時代は大会で入賞したこともある。
- 趣味はジョギングで、毎朝、自宅近くを5キロ程走っている。ホノルルマラソンに毎年出場、2004年は長男とともに出場した。また、ボクシングファンでもあり、井岡弘樹とはスランプに陥った時期にアドバイスを与えトレーニングに付き合い彼の2階級制覇を助けるなど親交が深い。一時期村田英次郎の下でセコンドを経験。ボクシングのレフェリーのライセンスを取得に向けて現在勉強中。
- 落語にも挑戦しており、桂雀々指導の下、公演『第1回サブロー&雀々 二人の世界!!』を開催する。なお雀々はサブローと漫才を披露した。『こんちわコンちゃんお昼ですよ!』のイベントで天満天神繁昌亭で落語を披露した。高座名は柱（はしら）サブサブ。これは雀々の指導を受けているとはいえ弟子ではないので桂の屋号を名乗る訳にはいかず、よく似た漢字の柱という屋号にした。

## ギネスブックに登録
サブローは2004年10月17日、神戸市中央区のサウナ「神戸サウナ&スパ」で世界38カ国の人たちと10分間サウナで汗を流すイベントに参加。1回目の挑戦で成功し、ギネスブックに登録されることになった。それまでの記録は、2002年3月にスウェーデンで達成された29カ国が最高だった。

## ものまねレパートリー
- 横山やすし・西川きよし：横山やすし - 西川きよし本人と漫才をすることもある。
- 西川のりお・上方よしお：上方よしお
- B&B：島田洋八
- オール阪神・巨人：オール巨人
- 今いくよ・くるよ：今いくよ
- レツゴー三匹：レツゴー長作
- 人生幸朗・生恵幸子：人生幸朗
- 夢路いとし・喜味こいし：夢路いとし
- 島田紳助・松本竜介
- 板東英二
- 明石家さんま
- やしきたかじん
- ビートたけし
- 浜村淳
- 桂文枝
- 桂文珍
- 桂南光
- 笑福亭鶴光
- 立川談志
- 横山ノック
- ザ・ぼんち：ぼんちおさむ
- 間寛平
- 島木譲二
- Mr.オクレ
- チャンバラトリオ：南方英二
- 結城哲也
- 井岡弘樹
- 室谷信雄
- 福井敏雄
- 松方弘樹
- 菅原文太
- 田中邦衛
- 金子信雄
- 川谷拓三
- 山下清（芦屋雁之助）

ものまねが得意であるため、それを活かして吹き替え（パチンコやグッズ、CMなど）をすることもまれにある。西川きよしには「レパートリーは故人が多い」と稀に言われる。

## 弟子
- 岡田和幸（チャンバラJr.）

## 出演

### 現在の出演番組
- こんちわコンちゃんお昼ですょ!（2009年4月 - 、MBSラジオ） - 月曜→火曜レギュラー
- 爆笑! こうなる宣言（2004年 - 、関西テレビ） ※毎年正月3日
- NHK新人お笑い大賞（2023年 - 、NHK総合テレビ） - 審査員

### 過去の出演番組（コンビ出演含む）
テレビ
- THE MANZAI（1980年 - 1982年、フジテレビ）
- オレたちひょうきん族（1981年 - 1989年、フジテレビ）
- ラブラブダッシュ!（1982年10月 - 1985年9月29日、CBC）
- オジャマンないと!（1984年10月4日 - 1994年10月8日、名古屋テレビ）
- 今夜はねむれナイト（1985年 - 1987年、関西テレビ）
- ものまね王座決定戦（フジテレビ）
- 土曜大好き!830（1987年 - 1988年、関西テレビ）
- 史上最高そっくり大賞（1990年 - 1994年、日本テレビ）
- たけし・逸見の平成教育委員会（フジテレビ）
- 北野ファンクラブ（フジテレビ）
- コロッケ!!噂の芸能界（1992年1月9日 - 1992年3月26日、TBS）
- 痛快!エブリデイ（1993年 - 2008年、関西テレビ） - 月曜レギュラー
- たかじん胸いっぱい（関西テレビ） ※不定期
- 快傑えみちゃんねる（1995年 - 2020年、関西テレビ）
- ちちんぷいぷい（1999年 - 2021年、毎日放送） - 月曜→火曜→水曜→月曜→金曜→水曜レギュラー
- うまいもんテレビ（1999年10月 - 2004年9月、サンテレビ）
- 2時ドキッ!（2000年 - 2004年、関西テレビ）
- ナイトinナイト「ごきげん!ブランニュ」（2001年 - 2016年、朝日放送）
- やすしきよしの夏休み〜やすしきよしの冬休み〜オーストラリア編〜（2001年 - ?、関西テレビ）
- ぶっちゃけ!生タマゴン（2003年 - 2005年、関西テレビ）
- ぶったま!（2005年 - 2009年、関西テレビ）
- ゲツキン!（2005年9月1日 - 2006年6月30日、読売テレビ） - 司会
- ニュース・サブ・チャンネル（2006年10月2日 - 2007年3月26日、よみうりテレビ）
- ズームイン!!SUPER（読売テレビ） - 関西ローカルパートの月・火曜
- ぐるっと関西おひるまえ（2012年4月 - 2022年3月、NHK大阪放送局・総合テレビ近畿地域） - 総合司会

テレビドラマ
- いのち草（1990年10月1日 - 1991年3月29日、よみうりテレビ）
- 大河ドラマ 太平記（1991年、NHK） - 家人 役
- 裸の大将 第53話「清のニセ者さつまあげ」（1992年、関西テレビ / 東阪企画） - 木崎 役 ※太平サブロー名義
- なめとんか やしきたかじん誕生物語（2018年11月20日、関西テレビ） - 浜村淳 役

ラジオ
- ラジオガルーダばりばりマッシュルーム（ニッポン放送）
- 月曜昼から 大平サブローです（MBSラジオ）
- サテライト大作戦（西日本放送）
- MBSヤングタウン土曜日（MBSラジオ）

### 映画
- 笑顔の向こうに（2019年2月15日公開）
- 星屑の町（2020年2月21日東北4県先行上映、3月6日全国公開） - 天野真吾 役

### レコード
- それからの銀狐（1985年、日本コロムビア）
  - A面：「それからの銀狐」
  - B面：「男のオアシス」
- 歩幅（2016年、よしもとアール・アンド・シー）

### CM
- 旭松食品「なっとういち」（当時、2011年に旭松食品の納豆事業の商標権・営業権はミツカンに譲渡された）
- キッコーマン 焼肉のたれ「わが家は焼肉屋さん」（横山やすしのものまねで）
- 和歌山マリーナシティ（声の出演のみ、人生幸朗のものまねで）
- レクスト関西 大阪祭典グループ（2010年6月 - ）
- 月化粧（2013年4月 - ）

### 吹き替え
- CR横山やすし伝説
- CRやすしきよし

どちらも横山やすしとして。